# Zwangssterilisation
Unter Zwangssterilisation versteht man die Herbeiführung von Unfruchtbarkeit (Zeugungsunfähigkeit) beim Menschen ohne dessen Einwilligung. In großem Umfang wurde sie vorgenommen
- im Rahmen der Eugenikprogramme der ersten Hälfte des 20. Jahrhunderts,
- im Zusammenhang mit geschlechtsangleichenden Operationen bei intersexuell geborenen Kindern.

Bis 2011 war im Anwendungsbereich des deutschen Transsexuellengesetzes die Unfruchtbarkeit Voraussetzung für die Anpassung des Personenstandes an die empfundene Geschlechtszugehörigkeit. Kritiker bezeichneten dies ebenfalls als eine Form der Zwangssterilisation, auch wenn diese mit der Einwilligung der Betroffenen erfolgte.

## Geschichte

### USA

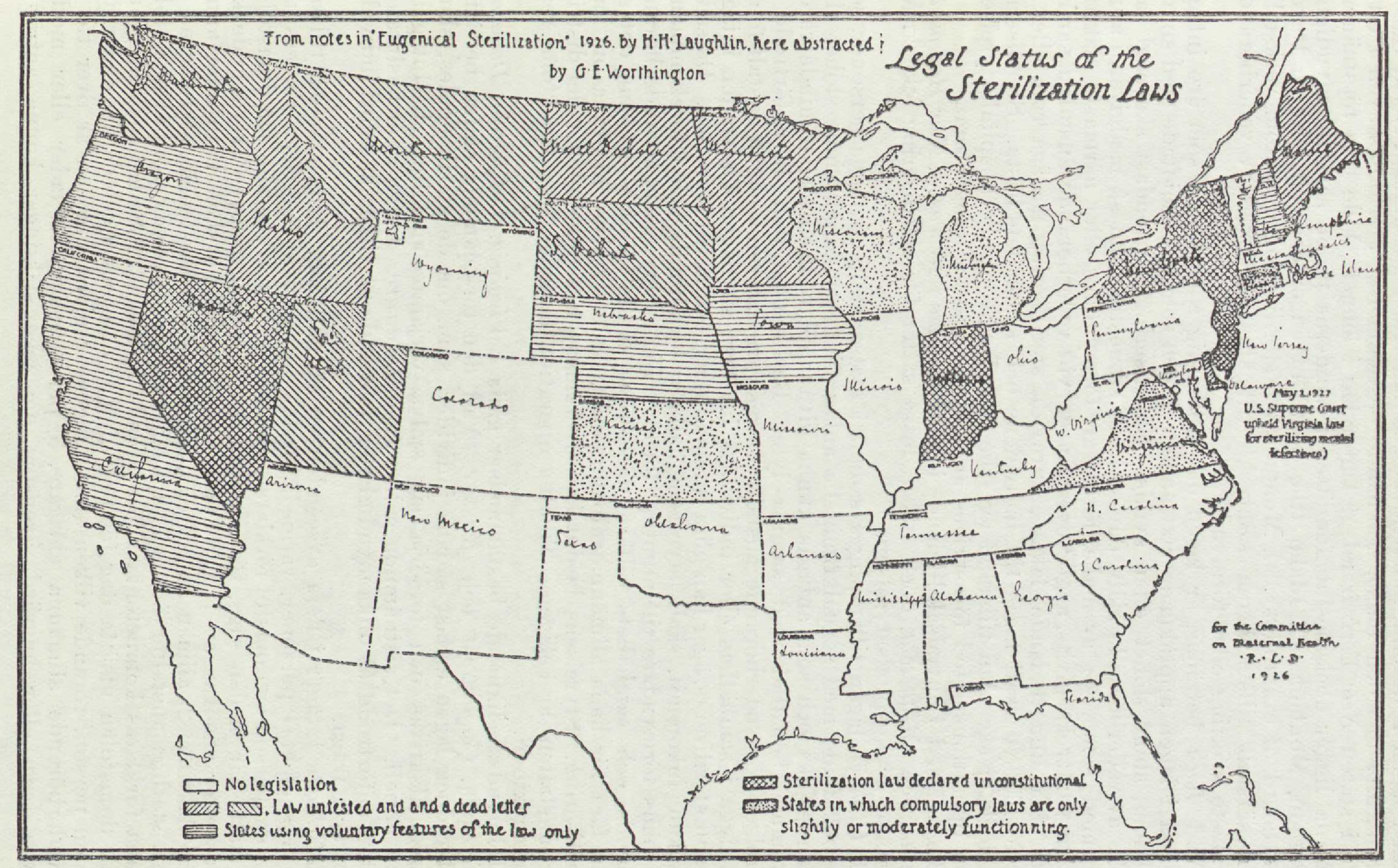
Diejenigen US-Staaten, wo Zwangssterilisationen 1929 legalisiert waren (Swedish royal commission report 1929).

Die Geschichte rechtlich abgesicherter Zwangssterilisationen beginnt 1907 mit dem weltweit ersten Sterilisationsgesetz in Indiana. In den USA wurden Zwangssterilisationen bis 1981 erlaubt und offiziell durchgeführt. Regelmäßig wurden bis 2013 in den USA Zwangssterilisationen an Gefängnisinsassinnen durchgeführt.

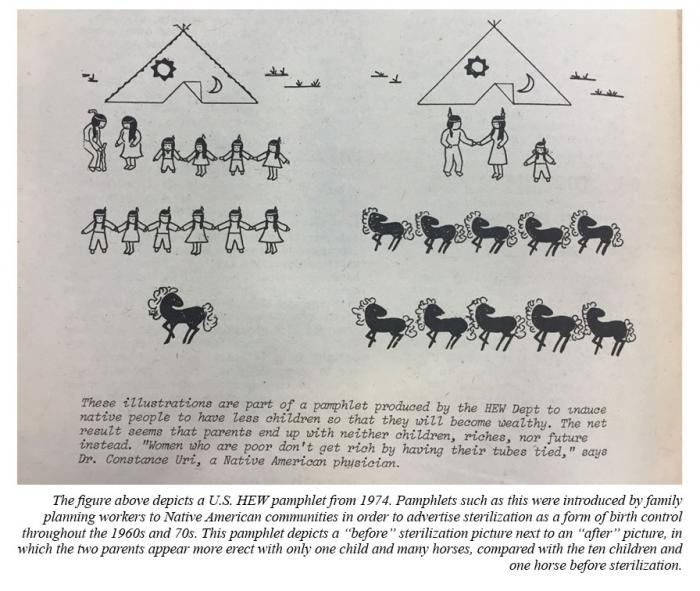
US-Regierungs-PR gegenüber Native Americans (weniger Kinder, mehr Pferde) 1974.

Insbesondere in den 1960/70er Jahren wurden an amerikanischen Ureinwohnern bzw. an indigenen Frauen Zwangssterilisationen vorgenommen.

### Schweden
1921 beschloss der schwedische Reichstag die Einrichtung des weltweit ersten rassenbiologischen Institutes an der Universität Uppsala. „Zwischen 1935 und 1976 wurden in Schweden rund 62 000 Menschen zwangsweise sterilisiert.“ Offiziell wurde in den schwedischen Sterilisationsgesetzen (sowie in weiteren skandinavischen Ländern) nicht von Zwangsmaßnahmen gesprochen, allerdings von solchen ohne Zustimmung und Ärzte waren in „relevanten“ Fällen angewiesen, Bedenken zu zerstreuen.

### Großbritannien
Innerhalb Großbritanniens wurde Zwangssterilisierung zumindest noch bis in die 1950er Jahre als gesetzliche Maßnahme des Strafrechtes gegen Homosexuelle angewandt. Einer der prominentesten Betroffenen war Alan Turing.
Die britische „Entwicklungshilfe“ (UKAID) unterstützt Indiens Sterilisationskampagnen finanziell offiziell aus Gründen des Klimaschutzes.

### Deutschland in der Zeit des Nationalsozialismus

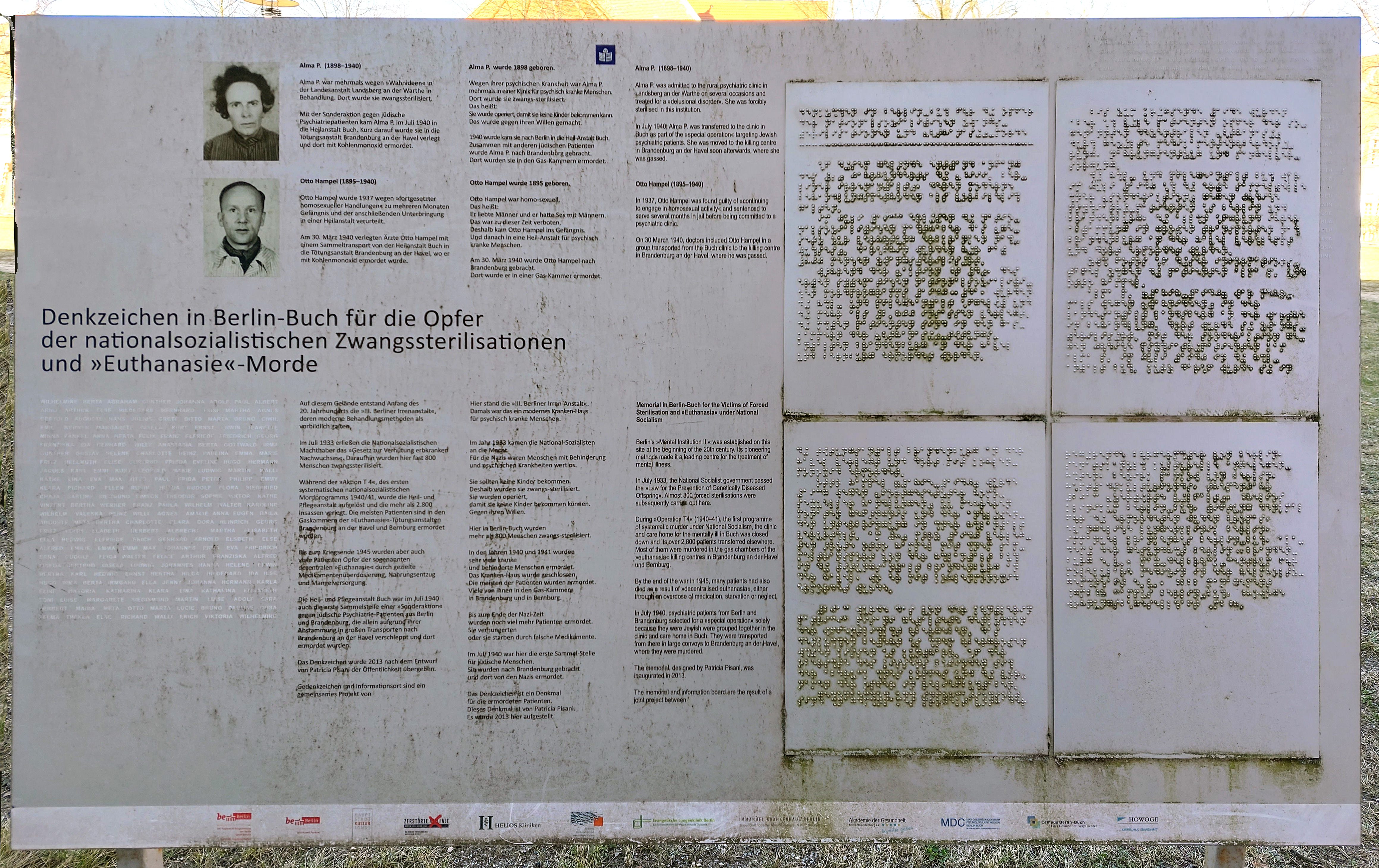
Gedenktafel für die Opfer
in Berlin-Buch

#### Gesetzliche Grundlage
Bereits in der Weimarer Republik war eine gesetzliche Regelung der Sterilisation rechtspolitisch diskutiert worden, aber nicht zustande gekommen.
Zum 1. Januar 1934 trat das Gesetz zur Verhütung erbkranken Nachwuchses (sog. Erbgesundheitsgesetz) in Kraft. Dieses Gesetz lehnte sich über weite Strecken an einen 1932 vom Preußischen Landesgesundheitsamt ausgearbeiteten Entwurf an, ermöglichte jedoch – abweichend von diesem Entwurf – auch Sterilisationen gegen den Willen des Betroffenen, gegebenenfalls unter Anwendung polizeilichen Zwangs einschließlich einer Zwangseinweisung.
Aufgrund des Erbgesundheitsgesetzes wurden zwischen 1934 und 1945 etwa 400.000 Menschen, die sich im Zugriff des Deutschen Reichs befanden, auf Anordnung der dafür errichteten Erbgesundheitsgerichte auch ohne ihre Einwilligung durch einen chirurgischen Eingriff unfruchtbar gemacht. Seit einer Gesetzänderung von Februar 1936 waren auch andere Methoden zulässig. So konnten zum Beispiel Frauen, die älter als 38 Jahre waren und bei denen ein chirurgischer Eingriff als zu riskant angesehen wurde, mittels Röntgen- oder Radiumbestrahlung sterilisiert werden. Betroffen waren geistig oder körperlich behinderte Menschen, Patienten psychiatrischer Heil- und Pflegeanstalten sowie Alkoholkranke. Etwa 5000 Menschen starben an den Folgen des Eingriffes.
Das sog. Gewohnheitsverbrechergesetz erlaubte ebenfalls seit dem 1. Januar 1934 die „Entmannung gefährlicher Sittlichkeitsverbrechern“ als Maßregel der Besserung und Sicherung. Nach damaliger Auffassung bestand kein Zweifel an der Erblichkeit krimineller Anlagen.

#### Sterilisierungen ohne gesetzliche Grundlage
Die in der Zeit der alliierten Rheinlandbesetzung während der Weimarer Republik geborenen deutschen Kinder einiger schwarzer Soldaten und deutscher Frauen wurden als „Schwarze Schmach“ und „Gefahr für die deutsche Rassenreinheit“ bezeichnet. 400 bis 800 sogenannte Rheinlandbastarde wurden nach der „Rheinlandbefreiung“ 1936 von den NS-Behörden erfasst und bis 1937 zwangssterilisiert, wobei dies nicht auf Grundlage des Erbgesundheitsgesetzes als eugenische Maßnahme erfolgte, sondern von dem Reichsminister des Innern auf Grundlage eines geheimen Führerbefehls im Rahmen einer Sonderaktion der Gestapo aus rassischen Gründen angeordnet wurde.
Bei NS-Zwangsarbeiterinnen wurden teilweise Zwangssterilisationen und Zwangsabtreibungen aus rassistischen und arbeitsökonomischen Gründen vorgenommen. Im KZ Auschwitz wurden unter Umgehung des Erbgesundheitsgesetzes Methoden zur Massensterilisation an gesunden Häftlingen untersucht. Der Arzt Carl Clauberg experimentierte mit ätzenden Flüssigkeiten wie Formalin, die er in den Muttermund der Opfer spritzte, Horst Schumann setzte seine Opfer Röntgenstrahlungen auf den Unterleib bzw. bei männlichen Probanden auf die Hoden aus.

#### Aufarbeitung nach dem Zweiten Weltkrieg
Neben anderen Menschenversuchen in nationalsozialistischen Konzentrationslagern waren auch die Sterilisationsversuche an Häftlingen Gegenstand verschiedener NS-Prozesse. Percival Treite wurde im Ravensbrück-Prozess  zum Tode verurteilt, Günther K. F. Schultze verübte dagegen bei Kriegsende Suizid. Auch Clauberg und Schumann entgingen einem Prozess. Hans Hinselmann wurde in einem der Curiohaus-Prozesse im Dezember 1946 wegen der Sterilisierung sog. Zigeunermischlinge zu einer Haftstrafe und Geldbuße verurteilt. Von westdeutschen Strafgerichten wurde in den 1950er Jahren festgestellt, dass die auf Beschlüssen der Erbgesundheitsgerichten beruhende Sterilisierung geisteskranker oder erbkranker Personen nicht strafbar war, wenn erbbiologische oder medizinische Gründe ausschlaggebend waren. Schließlich waren auch in den USA und anderen europäischen Staaten eugenische Sterilisationsgesetze erlassen worden.
Nach Kriegsende bemühte sich die sowjetische Militäradministration, die Erbgesundheitsrichter zur Verantwortung zu ziehen. Geahndet wurden auch hier letztlich nur die relativ seltenen Sterilisationen aus politischen oder rassistischen Gründen, nicht aber solche aus eugenischen.
Opfer der in der NS-Zeit vorgenommenen Zwangssterilisierungen wurden in der Bundesrepublik Deutschland nicht als Opfer „typisch“ nationalsozialistischer Verfolgung betrachtet und erhielten keine Wiedergutmachungszahlungen nach dem Bundesentschädigungsgesetz. In den 1950er und 60er Jahren herrschte die Auffassung vor, das Gesetz habe rechtsstaatlichen Prinzipien und wissenschaftlich-rationalen Kriterien entsprochen und sei daher weder als typisches NS-Unrecht noch als Unrecht überhaupt zu interpretieren. Allerdings wurde bereits unter Bundeskanzler Helmut Schmidt ein Fonds für die Entschädigung für Zwangssterilisierte eingerichtet, auch wenn der Eingriff außerhalb des förmlichen Verfahrens nach dem Erbgesundheitsgesetz erfolgt war.
Seit 1980 aufgrund eines Erlasses des Bundesministeriums der Finanzen, ab 1988 dann aufgrund von Richtlinien der Bundesregierung über Härteleistungen an Opfer von nationalsozialistischen Unrechtsmaßnahmen im Rahmen des Allgemeinen Kriegsfolgengesetzes (AKG) gestand die Bundesrepublik Deutschland den Opfern zunächst eine Einmalleistung über 5000 DM, später dann auch laufende monatliche Leistungen zu, was von den Betroffenen jedoch als „Entschädigung zweiter Klasse“ empfunden wird. Für „vergessene Opfer“ wurde 1990 ein „Härtefonds“ eingerichtet und die AKH-Richtlinien auf das Gebiet der ehemaligen DDR übergeleitet.
1998 wurden die Zwangssterilisationsbeschlüsse der Erbgesundheitsgerichte durch das Gesetz zur Aufhebung nationalsozialistischer Unrechtsurteile in der Strafrechtspflege und von Sterilisationsentscheidungen der ehemaligen Erbgesundheitsgerichte aufgehoben und im Mai 2007 wurde das Gesetz zur Verhütung erbkranken Nachwuchses durch den Bundestag zu einem NS-Unrechtsgesetz erklärt.

### Weitere Länder
Eugenisch begründete Zwangssterilisationen fanden seit etwa 1870 auch in der Schweiz statt. Das Verfahren wurde dort in Sterilisationsgesetzen geregelt. Im Kanton Waadt, Schweiz, wurde 1929 das erste Gesetz zur eugenischen Zwangssterilisation in Europa erlassen.
In Alberta in Kanada trat 1928 ein Gesetz zur Sterilisierung geistig Behinderter in Kraft.
In Dänemark traten 1929 „eugenische“, also auf die Vererbung guter Erbeigenschaften angelegte gesetzliche Maßnahmen in Kraft. Bis 1938 folgten Schweden, Norwegen, Finnland, Island und Lettland.
In der Volksrepublik China betrieb die Regierung Sterilisationen aus bevölkerungspolitischen Gründen zur Geburtenkontrolle (Ein-Kind-Politik).
In Indien fanden Sterilisationen über Druck oder Zwang statt.
Es gab Berichte über Zwangssterilisationen an Ureinwohnern in Mexiko.
In Tschechien wurde im Jahr 2007 die letzte Zwangssterilisation an einer Romni dokumentiert.
In Grönland ließ die dänische Regierung zwischen 1966 und 1975 Zwangsbehandlungen mit Spiralen an minderjährigen und jungen erwachsenen Frauen durchführen, bei etwa der Hälfte der gebärfähigen Frauen.

## Bundesrepublik Deutschland
Eine Zwangssterilisation ist nach den Artikeln Art. 1 und Art. 2 des Grundgesetzes unzulässig und gilt nach § 226 des Strafgesetzbuchs als beabsichtigte schwere Körperverletzung.
Sterilisationen Minderjähriger sind ausnahmslos verboten; weder die Eltern noch das Kind selbst können darin einwilligen (§ 1631c BGB).
Das am 1. Januar 1992 in Kraft getretene Betreuungsgesetz verbietet die Sterilisation im Interesse der Allgemeinheit oder im Interesse von Familienangehörigen. Eine Sterilisation gegen den natürlichen Willen des Betroffenen ist verboten, seit 2023 ist sie nur noch zulässig, wenn sie dessen natürlichem Willen entspricht.
Nach § 1830 Abs. 5 BGB darf die Entscheidung über eine Sterilisation eines volljährigen, unter Betreuung stehenden Menschen auch nicht einem Verein oder einer Behörde überlassen werden. Es ist ein separater Sterilisationsbetreuer zu bestellen (§ 1899 Abs. 2 BGB).
Dieser kann nach § 1830 BGB in die Sterilisation nur einwilligen,
- wenn sie dem natürlichen Willen des Betreuten entspricht,
- wenn der Betreute auf Dauer einwilligungsunfähig bleiben wird,
- wenn ohne den Eingriff eine Schwangerschaft wahrscheinlich wäre,
- wenn die Schwangerschaft eine Gefahr für die körperliche oder seelische Gesundheit der Schwangeren darstellen würde und
- wenn die Schwangerschaft nicht durch andere Verhütungsmethoden verhindert werden kann.

Des Weiteren erfordert die Einwilligung des Betreuers in die Sterilisation eine Genehmigung des Betreuungsgerichtes, der zumindest die Anhörung des Betroffenen sowie eine förmliche Beweisaufnahme durch Gutachten, die sich auf die medizinischen, psychologischen, sozialen, sonderpädagogischen und sexualpädagogischen Gesichtspunkte erstrecken sowie gegebenenfalls die Bestellung eines Verfahrenspflegers für den Betroffenen vorausgehen muss (§ 297 FamFG).
Das Bundesjustizministerium schätzt, dass in Westdeutschland – bis zum Inkrafttreten des Betreuungsgesetzes 1992 – jährlich etwa 1.000 geistig behinderte Mädchen sterilisiert wurden.
Im Jahre 2004 wurden in 187 Fällen Genehmigungsanträge nach dem bis 2022 geltenden § 1905 Abs. 2 BGB gestellt, davon wurden 154 bewilligt.
Bis zu einer Entscheidung des Bundesverfassungsgerichts im Jahr 2011 mussten sich Transgeschlechtliche mit gleichgeschlechtlicher Orientierung einer geschlechtsangleichenden Operation unterziehen, um eine eingetragene Lebenspartnerschaft begründen zu können. Durch diese Operation musste die Person dauernd fortpflanzungsunfähig und „eine deutliche Annäherung an das Erscheinungsbild des anderen Geschlechts erreicht“ werden (§ 8 Abs. 1 Nr. 3 und 4 TSG). Als Verstoß gegen das allgemeine Persönlichkeitsrecht in seiner Ausprägung als Recht auf sexuelle Selbstbestimmung aus Art. 2 Abs. 1 in Verbindung mit Art. 1 Abs. 1 des Grundgesetzes wurden diese Regelungen für unanwendbar erklärt.
Die Kastration an einem Mann, die sich gegen einen abnormen Geschlechtstrieb richtet, insbesondere bei Sexualstraftätern, ist seit 1969 im Gesetz über die freiwillige Kastration und andere Behandlungsmethoden geregelt.

## Internationales Recht

### Europäische Union
Die Charta der Grundrechte der Europäischen Union, die mit dem Vertrag von Lissabon Bindungswirkung erlangt hat, sichert im Art. 3 des Kapitels I jeder Person das Recht auf körperliche und geistige Unversehrtheit. In der Medizin muss insbesondere die freie Einwilligung der betroffenen Person nach vorheriger Aufklärung beachtet werden.

### Vereinte Nationen
Offiziell sichern die Vereinten Nationen etwa im Rahmen von Menschenrechten jedem Menschen „das Recht auf Leben, auf Sicherheit der Person und auf Freiheit“ zu. Allerdings ist/war der Bevölkerungsfonds der Vereinten Nationen (UNFPA) an der Unterstützung von Zwangssterilisationen insbesondere in Entwicklungsstaaten beteiligt.

## Trans- und Intergeschlechtliche

### Transgeschlechtliche
In Ländern, in denen Transpersonen eine Anpassung ihres Personenstands an das empfundene Geschlecht beantragen können, musste sich früher die betreffende Person in der Regel einem ihre Geschlechtsmerkmale verändernden operativen Eingriff unterziehen, durch den eine deutliche Annäherung an das Erscheinungsbild des anderen Geschlechts erreicht werden soll. Hierfür waren bis 2011 nach dem deutschen Transsexuellengesetz bei einer Mann-zu-Frau-Transgeschlechtliche die Amputation des Penisschaftes und der Hoden sowie die operative Bildung der äußeren primären weiblichen Geschlechtsorgane erforderlich; bei Frau-zu-Mann-Transgeschlechtliche die operative Entfernung der Gebärmutter, der Eierstöcke und des Eileiters sowie oftmals eine Brustverkleinerung.
Im 21. Jahrhundert begann eine weltweite Diskussion, ob die damit notwendigerweise verbundene Sterilität mit dem allgemeinen Persönlichkeitsrecht vereinbar ist. Dies verneinte beispielsweise der Europäische Kommissar für Menschenrechte Thomas Hammarberg.
Viele europäische Staaten gaben daraufhin die Forderung nach einer Sterilisation auf, darunter Deutschland, Großbritannien, Italien, Österreich, Polen, Portugal, Spanien, Ungarn, aber auch Island, Kanada, mehrere Bundesstaaten der USA und Argentinien.
In anderen europäischen Ländern ist es dagegen bis heute nicht möglich, den Personenstand der empfundenen Geschlechtszugehörigkeit anzupassen, etwa in Irland, Litauen und den Balkanstaaten.
Kritiker bezeichnen die mit Einwilligung des Transgeschlechtlichen vorgenommene Sterilisation, als Zwangssterilisation, wenn die Sterilisation gesetzliche Voraussetzung der rechtlichen Anerkennung des Wechsels der Geschlechtszugehörigkeit ist.
Die parlamentarische Versammlung des Europarates forderte am 28. Juni 2013 alle Mitgliedsstaaten auf, in denen eine Sterilisation nach wie vor erforderlich ist, diese Voraussetzung abzuschaffen, eine offizielle Entschuldigung zu leisten und Opfer solcher Verfahren finanziell zu entschädigen.

### Intergeschlechtliche
Zugunsten intergeschlechtlicher Kinder wurde zum 1. November 2013 das deutsche Personenstandsgesetz geändert. Seitdem brauchen Eltern sich bei Eintrag in das Personenstandsregister nicht mehr für die Zuordnung ihres Kindes als „weiblich“ oder „männlich“ zu entscheiden, wenn eine solche Zuordnung bei dem Kind noch nicht eindeutig möglich ist. Bis dahin wurden die betreffenden Kinder häufig bereits im Säuglingsalter durch eine kosmetische Operation, die oft zur Unfruchtbarkeit führte, auf das weibliche oder männliche Geschlecht festgelegt. Im späteren Lebensalter ergaben sich für die Betroffenen daraus nicht selten erhebliche körperliche und psychische Probleme. Sofern diese Operation ohne wirksame Einwilligung der Eltern vorgenommen worden war, lag darin eine vorsätzliche Gesundheitsverletzung, die den ausführenden Operateur zur Zahlung von Schmerzensgeld verpflichtet. Am 22. Mai 2021 trat in Deutschland ein grundsätzliches Verbot von geschlechtsangleichenden Operationen an nicht einwilligungsfähigen intergeschlechtlichen Kindern in Kraft.

## Filme
- Das Blut des Condors, Regie Jorge Sanjinés, Bolivien 1969 (Sprache: Quechua, mit spanischen Untertiteln). Spielfilm über heimliche Zwangssterilisationen von Quechua-Frauen durch das US-amerikanische Friedenskorps in Bolivien
- „Komm doch mit, sei ganz ruhig, wir gehen mal dahin…“ – Die Zwangssterilisation des Hans Lieser, (Regie/Kamera: Harry Günzel, Buch/Redaktion: Bettina Leuchtenberg, Wissenschaftliche Mitarbeit: Dr. Thomas Schnitzler) (Sprache: Deutsch, mit Gebärdendolmetschereinblendung) Deutschland 2006. Der zwanzigminütige Dokumentarfilm beleuchtet anhand des Gehörlosen Hans Lieser, die an Tausenden durchgeführte zwangsweise Sterilisation im Dritten Reich.